# Schistotheca canescens
Schistotheca canescens är en fjärilsart som beskrevs av Émile Louis Ragonot 1883. Schistotheca canescens ingår i släktet Schistotheca och familjen mott. Inga underarter finns listade i Catalogue of Life.